# Denzil Davies
David John Denzil Davies (* 9. Oktober 1938 in Cynwyl Elfed bei Carmarthen; † 10. Oktober 2018) war ein walisischer Politiker der Labour Party. Er war von 1970 bis 2005 Abgeordneter im House of Commons für die Stadt Llanelli und Mitglied des Privy Council. Von 1975 bis 1979 war er Schatzkanzler des Vereinigten Königreichs.

## Leben
Davies wurde 1938 als Sohn des Bergwerkschmieds Gareth Davies im Südwesten von Wales geboren. Der bei einem Arbeitsunfall erblindete Vater war engagierter Gewerkschaftler und animierte den Sohn schon als Teenager dazu, in die Labour Party einzutreten. Davies studierte am Pembroke College in Oxford Rechtswissenschaften und schloss das Studium mit Auszeichnung ab. Anschließend arbeitete er als Rechtsanwalt in der Funktion eines Barrister. 1963 lehrte er Recht an der University of Chicago und im folgenden Jahr an der University of Leeds.
1970 wurde er für die Labour-Partei Abgeordneter im britischen Unterhaus. 1974 wurde er parlamentarischer Sekretär des Ministers für Wales. Harold Wilson berief ihn im folgenden Jahr zum Schatzkanzler und blieb auch unter dessen Nachfolger James Callaghan im Amt. 1978 wurde er Mitglied des Privy Council, das als Kronrat die Queen berät.
Nachdem Margaret Thatcher 1979 Premierministerin wurde, ging die Labour Party in die Opposition und Davies wurde erst finanzpolitischer Sprecher, 1981 wurde er außenpolitischer Sprecher und im folgenden Jahr verteidigungspolitischer Sprecher. 1983 kandidierte er auf einem Parteitag zum stellvertretenden Parteivorsitzenden, wurde aber nicht gewählt. 1988 gab er seiner Ämter ab, nachdem er sich beklagt hatte, dass der Labour-Vorsitzende Neil Kinnock sich mehrfach zu verteidigungspolitischen Themen geäußert hatte, ohne ihn zu konsultieren. 2005 gab er sein Abgeordnetenmandat ab und zog sich aus der Politik zurück.
Davies galt als europakritisch und setzte sich für ein weitgehend unabhängiges Wales ein.

## Privates
In erstere Ehe war Davies mit Mary Ann Finlay verheiratet. Das Paar hatte einen Sohn und eine Tochter. Die Ehe wurde 1988 geschieden. 1989 heiratete Davies Ann Carlton, die als Journalistin und Autorin für den wissenschaftlichen Stab der Labour Party arbeitete.